# روبرت غولشميدت
روبرت غولشميدت هو كيميائي ومهندس وفيزيائي بلجيكي، ولد في 4 مايو 1877 في بروكسل في بلجيكا، وتوفي في 28 مايو 1935 في فيلينيوف لوبيت في فرنسا.